# Grotte de l'Impiso
La grotte de l'Impiso (en italien : Grotta dell'Impiso) est une grotte marine située dans la commune de San Felice Circeo, dans le Latium en Italie.

## Localisation
La grotte est située le long de la côte sur le versant sud du mont Circé, dans la commune de San Felice Circeo. Elle est accessible par mer seulement.

## Description
Elle est ainsi nommée en raison de la présence d'une grande stalactite suspendue au plafond de sa voûte, qui ressemble à un pendu, traduit par impiso en italien.